# Liste der Nummer-eins-Hits in Dänemark (2025)
Dies ist eine Liste der Nummer-eins-Hits in Dänemark (inklusive Grönland und Färöer) im Jahr 2025. Sie basiert auf den offiziellen Album Top-40 und Track Top-40, die im Auftrag von IFPI Dänemark erstellt werden.

## Singles
| ← 2024 ← | Liste der Nummer-eins-Hits in Dänemark | Liste der Nummer-eins-Hits in Dänemark | Liste der Nummer-eins-Hits in Dänemark                                                                        |                           |
| \| Zeitraum \| Wo. ges. \| Interpret \| Titel Autor(en) \| Zusätzliche Informationen \| \| (Zeitraum, Wochen auf Platz eins, Interpret, Titel, Autor[en], zusätzliche Informationen) \| \| \| \| \| \| ----------------------------------------------------------------------------------------- \| -------- \| ---------------------------------- \| ------------------------------------------------------------------------------------------------------------- \| ------------------------- \| \| 1. Januar 2025 – 7. Januar 2025 1 Woche (insgesamt 17) \| 17 \| Wham! \| Last Christmas George Michael \| – \| \| 8. Januar 2025 – 14. Januar 2025 1 Woche (insgesamt 5) \| 5 \| Marstein & Annika \| Sammen Annika Wedderkopp, Håkon Brevig Ingvaldsen, Jo Almaas Marstein, Omar Mohammed Ahmed \| – \| \| 15. Januar 2025 – 4. Februar 2025 3 Wochen \| 3 \| Benjamin Hav feat. Lukas Graham \| Du ligner din mor Emil Sebastian Albæk-Falk \| – \| \| 5. Februar 2025 – 11. März 2025 5 Wochen \| 5 \| Anton Westerlin feat. Annika \| Blodigt Annika Wedderkopp, Anton Westerlin Kjeldsen \| – \| \| 12. März 2025 – 18. März 2025 1 Woche (insgesamt 7) \| 7 \| Omar feat. Mumle \| Hele vejen Tim Steinbach, Mark Steinbach, Julia Kathrine Hansen, Omar Khadrani, Frederik Tao Nordsø Schjoldan \| – \| \| 19. März 2025 – 25. März 2025 1 Woche \| 1 \| Anton Westerlin feat. Lamin & Ozzy \| Entré Anton Westerlin Kjeldsen, Lamin Nørlem Samba, Oskar Peter Elholm \| – \| \| 26. März 2025 – 1. April 2025 1 Woche (insgesamt 7) \| 7 \| Omar feat. Mumle \| Hele vejen Tim Steinbach, Mark Steinbach, Julia Kathrine Hansen, Omar Khadrani, Frederik Tao Nordsø Schjoldan \| – \| \| 2. April 2025 – 8. April 2025 1 Woche \| 1 \| Alex Warren \| Ordinary Alexander Warren Hughes, Adam Yaron, Caleb Shapiro, Margaret Elizabeth Chapman \| – \| \| 9. April 2025 – 15. April 2025 1 Woche \| 1 \| Gobs feat. One Two \| Igen & igen Frank Stangerup, Victor Gaardboe, Søren Bentzen \| – \| \| 16. April 2025 – 20. Mai 2025 5 Wochen (insgesamt 7) \| 7 \| Omar feat. Mumle \| Hele vejen Tim Steinbach, Mark Steinbach, Julia Kathrine Hansen, Omar Khadrani, Frederik Tao Nordsø Schjoldan \| – \| \| 21. Mai 2025 – 15. Juli 2025 8 Wochen \| 8 \| Annika feat. Lamin \| Stolt Annika Wedderkopp, Anton Westerlin Kjeldsen, Lamin Nørlem Samba \| – \| \| 16. Juli 2025 – 26. August 2025 6 Wochen \| 6 \| Aphaca \| En drøm om et menneske Bertil Engberg Nielsen, Bertram Ask Plauborg, Noah Elias Rasmussen, Rumle Hueg Kærså \| – \| |                                        |                                        | |                           |
| ← 2024 |                                        |                                        | |                           |
| Zeitraum | Wo. ges.                               | Interpret                              | Titel Autor(en)                                                                                               | Zusätzliche Informationen |
| (Zeitraum, Wochen auf Platz eins, Interpret, Titel, Autor[en], zusätzliche Informationen) |                                        |                                        | |                           |
| 1. Januar 2025 – 7. Januar 2025 1 Woche (insgesamt 17) | 17                                     | Wham!                                  | Last Christmas George Michael                                                                                 | –                         |
| 8. Januar 2025 – 14. Januar 2025 1 Woche (insgesamt 5) | 5                                      | Marstein & Annika                      | Sammen Annika Wedderkopp, Håkon Brevig Ingvaldsen, Jo Almaas Marstein, Omar Mohammed Ahmed                    | –                         |
| 15. Januar 2025 – 4. Februar 2025 3 Wochen | 3                                      | Benjamin Hav feat. Lukas Graham        | Du ligner din mor Emil Sebastian Albæk-Falk                                                                   | –                         |
| 5. Februar 2025 – 11. März 2025 5 Wochen | 5                                      | Anton Westerlin feat. Annika           | Blodigt Annika Wedderkopp, Anton Westerlin Kjeldsen                                                           | –                         |
| 12. März 2025 – 18. März 2025 1 Woche (insgesamt 7) | 7                                      | Omar feat. Mumle                       | Hele vejen Tim Steinbach, Mark Steinbach, Julia Kathrine Hansen, Omar Khadrani, Frederik Tao Nordsø Schjoldan | –                         |
| 19. März 2025 – 25. März 2025 1 Woche | 1                                      | Anton Westerlin feat. Lamin & Ozzy     | Entré Anton Westerlin Kjeldsen, Lamin Nørlem Samba, Oskar Peter Elholm                                        | –                         |
| 26. März 2025 – 1. April 2025 1 Woche (insgesamt 7) | 7                                      | Omar feat. Mumle                       | Hele vejen Tim Steinbach, Mark Steinbach, Julia Kathrine Hansen, Omar Khadrani, Frederik Tao Nordsø Schjoldan | –                         |
| 2. April 2025 – 8. April 2025 1 Woche | 1                                      | Alex Warren                            | Ordinary Alexander Warren Hughes, Adam Yaron, Caleb Shapiro, Margaret Elizabeth Chapman                       | –                         |
| 9. April 2025 – 15. April 2025 1 Woche | 1                                      | Gobs feat. One Two                     | Igen & igen Frank Stangerup, Victor Gaardboe, Søren Bentzen                                                   | –                         |
| 16. April 2025 – 20. Mai 2025 5 Wochen (insgesamt 7) | 7                                      | Omar feat. Mumle                       | Hele vejen Tim Steinbach, Mark Steinbach, Julia Kathrine Hansen, Omar Khadrani, Frederik Tao Nordsø Schjoldan | –                         |
| 21. Mai 2025 – 15. Juli 2025 8 Wochen | 8                                      | Annika feat. Lamin                     | Stolt Annika Wedderkopp, Anton Westerlin Kjeldsen, Lamin Nørlem Samba                                         | –                         |
| 16. Juli 2025 – 26. August 2025 6 Wochen | 6                                      | Aphaca                                 | En drøm om et menneske Bertil Engberg Nielsen, Bertram Ask Plauborg, Noah Elias Rasmussen, Rumle Hueg Kærså   | –                         |

## Alben
| ← 2024 ← | Liste der Nummer-eins-Hits in Dänemark | Liste der Nummer-eins-Hits in Dänemark | Liste der Nummer-eins-Hits in Dänemark |                           |
| \| Zeitraum \| Wo. ges. \| Interpret \| Titel \| Zusätzliche Informationen \| \| (Zeitraum, Wochen auf Platz eins, Interpret, Titel, zusätzliche Informationen) \| \| \| \| \| \| ------------------------------------------------------------------------------ \| -------- \| -------------------------- \| ------------------------------ \| ------------------------- \| \| 11. Dezember 2024 – 7. Januar 2025 4 Wochen (insgesamt 23) \| 23 \| Michael Bublé \| Christmas \| – \| \| 8. Januar 2025 – 28. Januar 2025 3 Wochen \| 3 \| SZA \| SOS \| – \| \| 29. Januar 2025 – 11. Februar 2025 2 Wochen \| 2 \| Mas \| Månen er min ven \| – \| \| 12. Februar 2025 – 18. Februar 2025 1 Woche \| 1 \| The Weeknd \| Hurry Up Tomorrow \| – \| \| 19. Februar 2025 – 25. Februar 2025 1 Woche (insgesamt 2) \| 2 \| Kendrick Lamar \| GNX \| – \| \| 26. Februar 2025 – 4. März 2025 1 Woche (insgesamt 3) \| 3 \| Sabrina Carpenter \| Short n’ Sweet \| – \| \| 5. März 2025 – 25. März 2025 3 Wochen (insgesamt 4) \| 4 \| (Verschiedene Interpreten) \| MGP 2025 \| – \| \| 26. März 2025 – 1. April 2025 1 Woche \| 1 \| Playboi Carti \| Music \| – \| \| 2. April 2025 – 8. April 2025 1 Woche (insgesamt 4) \| 4 \| (Verschiedene Interpreten) \| MGP 2025 \| – \| \| 9. April 2025 – 22. April 2025 2 Wochen (insgesamt 3) \| 3 \| Sabrina Carpenter \| Short n’ Sweet \| – \| \| 23. April 2025 – 29. April 2025 1 Woche \| 1 \| D-A-D \| Live from the Arena \| – \| \| 30. April 2025 – 6. Mai 2025 1 Woche (insgesamt 5) \| 5 \| Billie Eilish \| Hit Me Hard and Soft \| – \| \| 7. Mai 2025 – 13. Mai 2025 1 Woche \| 1 \| Artigeardit \| Æteren \| – \| \| 14. Mai 2025 – 20. Mai 2025 1 Woche \| 1 \| Gilli \| Rene hjerter vinder altid (EP) \| – \| \| 21. Mai 2025 – 3. Juni 2025 2 Wochen (insgesamt 11) \| 11 \| Annika \| AW \| – \| \| 4. Juni 2025 – 10. Juni 2025 1 Woche \| 1 \| Anton Westerlin \| Godaften \| – \| \| 11. Juni 2025 – 22. Juli 2025 6 Wochen (insgesamt 11) \| 11 \| Annika \| AW \| – \| \| 23. Juli 2025 – 5. August 2025 2 Wochen \| 2 \| Justin Bieber \| Swag \| – \| \| 6. August 2025 – 26. August 2025 3 Wochen (insgesamt 11) \| 11 \| Annika \| AW \| – \| |                                        |                                        |                                        |                           |
| ← 2024 |                                        |                                        |                                        |                           |
| Zeitraum | Wo. ges.                               | Interpret                              | Titel                                  | Zusätzliche Informationen |
| (Zeitraum, Wochen auf Platz eins, Interpret, Titel, zusätzliche Informationen) |                                        |                                        |                                        |                           |
| 11. Dezember 2024 – 7. Januar 2025 4 Wochen (insgesamt 23) | 23                                     | Michael Bublé                          | Christmas                              | –                         |
| 8. Januar 2025 – 28. Januar 2025 3 Wochen | 3                                      | SZA                                    | SOS                                    | –                         |
| 29. Januar 2025 – 11. Februar 2025 2 Wochen | 2                                      | Mas                                    | Månen er min ven                       | –                         |
| 12. Februar 2025 – 18. Februar 2025 1 Woche | 1                                      | The Weeknd                             | Hurry Up Tomorrow                      | –                         |
| 19. Februar 2025 – 25. Februar 2025 1 Woche (insgesamt 2) | 2                                      | Kendrick Lamar                         | GNX                                    | –                         |
| 26. Februar 2025 – 4. März 2025 1 Woche (insgesamt 3) | 3                                      | Sabrina Carpenter                      | Short n’ Sweet                         | –                         |
| 5. März 2025 – 25. März 2025 3 Wochen (insgesamt 4) | 4                                      | (Verschiedene Interpreten)             | MGP 2025                               | –                         |
| 26. März 2025 – 1. April 2025 1 Woche | 1                                      | Playboi Carti                          | Music                                  | –                         |
| 2. April 2025 – 8. April 2025 1 Woche (insgesamt 4) | 4                                      | (Verschiedene Interpreten)             | MGP 2025                               | –                         |
| 9. April 2025 – 22. April 2025 2 Wochen (insgesamt 3) | 3                                      | Sabrina Carpenter                      | Short n’ Sweet                         | –                         |
| 23. April 2025 – 29. April 2025 1 Woche | 1                                      | D-A-D                                  | Live from the Arena                    | –                         |
| 30. April 2025 – 6. Mai 2025 1 Woche (insgesamt 5) | 5                                      | Billie Eilish                          | Hit Me Hard and Soft                   | –                         |
| 7. Mai 2025 – 13. Mai 2025 1 Woche | 1                                      | Artigeardit                            | Æteren                                 | –                         |
| 14. Mai 2025 – 20. Mai 2025 1 Woche | 1                                      | Gilli                                  | Rene hjerter vinder altid (EP)         | –                         |
| 21. Mai 2025 – 3. Juni 2025 2 Wochen (insgesamt 11) | 11                                     | Annika                                 | AW                                     | –                         |
| 4. Juni 2025 – 10. Juni 2025 1 Woche | 1                                      | Anton Westerlin                        | Godaften                               | –                         |
| 11. Juni 2025 – 22. Juli 2025 6 Wochen (insgesamt 11) | 11                                     | Annika                                 | AW                                     | –                         |
| 23. Juli 2025 – 5. August 2025 2 Wochen | 2                                      | Justin Bieber                          | Swag                                   | –                         |
| 6. August 2025 – 26. August 2025 3 Wochen (insgesamt 11) | 11                                     | Annika                                 | AW                                     | –                         |